# Municipio de Rome (condado de Davison)
El municipio de Rome (en inglés: Rome Township) es un municipio ubicado en el condado de Davison en el estado estadounidense de Dakota del Sur. En el año 2010 tenía una población de 237 habitantes y una densidad poblacional de 2,55 personas por km².

## Geografía
El municipio de Rome se encuentra ubicado en las coordenadas 43°32′54″N 98°1′58″O / 43.54833, -98.03278. Según la Oficina del Censo de los Estados Unidos, el municipio tiene una superficie total de 92.88 km², de la cual 92,85 km² corresponden a tierra firme y (0,04 %) 0,04 km² es agua.

## Demografía
Según el censo de 2010, había 237 personas residiendo en el municipio de Rome. La densidad de población era de 2,55 hab./km². De los 237 habitantes, el municipio de Rome estaba compuesto por el 99,16 % blancos, el 0,42 % eran amerindios, el 0,42 % eran de otras razas. Del total de la población el 0,42 % eran hispanos o latinos de cualquier raza.